# دانشگاه سوکا
دانشگاه سوکا در تاریخ ۲ آوریل ۱۹۷۱ برای دانشجویان مقطع کارشناسی افتتاح شد. دانشکده تحصیلات تکمیلی این دانشگاه در آوریل ۱۹۷۵ افتتاح شد از زمان تأسیس این مؤسسه، بیش از ۵۰۰۰۰ دانشجو از دانشگاه سوکا فارغ‌التحصیل شده‌اند.
دانشگاه سوکا آمریکا یک مؤسسه مرتبط است که در سال ۲۰۰۱ در آلیسو ویجو، کالیفرنیا تأسیس شده‌است، که مقاطع تحصیلات تکمیلی و کارشناسی را ارائه می‌دهد.